# Orval (bière)
Pour les articles homonymes, voir Orval.
L’Orval est une bière trappiste belge de fermentation haute, brassée à l'abbaye d'Orval située à Villers-devant-Orval dans la province de Luxembourg.

## Caractéristiques
Cette bière détient une teneur unique en alcool (6,2 %). Elle se caractérise par une amertume assez forte (45 à 50 unités IBU) et gagne à mûrir en cave pendant quelques mois voire quelques années, debout, à l'abri de la lumière à une température stable comprise entre 10 et 15 °C.
L'Orval n'est conditionné qu'en bouteille de 33 cl bien qu'une bouteille de collection de 3 litres ait vu le jour en 2008.
Au sein de l'abbaye est également brassée une bière de table titrant 4,5 % et appelée « bière verte » parce qu’historiquement, elle était embouteillée en bouteilles vertes. Cette « bière verte » porte la marque commerciale de Petit Orval. Elle a un goût plus fruité mais moins prononcé que la première puisqu’elle ne subit qu'une fermentation. Elle sert à l'usage domestique des moines et de la communauté et est commercialisée à la brasserie de l'abbaye « À l'Ange Gardien », situé à 250 m de celle-ci. Elle est alors servie au fût et disponible en deux volumes dans un verre à l'inscription verte avec à l'opposé deux ailes d'ange ainsi que le symbole de la truite et de l'anneau repris sur le pied.

## Symbole

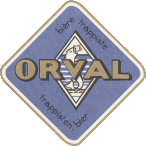
Le symbole d'Orval

La bière de marque Orval est l'une des douze bières pouvant exploiter la marque d'usage collectif Authentic trappist product, garantissant que le produit est fabriqué au sein d’une abbaye trappiste, par ou sous le contrôle des moines, et qu'une partie des revenus de sa commercialisation est consacrée à des œuvres caritatives. Aujourd'hui, les moines font également fabriquer au sein de l'abbaye un fromage portant la marque Orval et des bonbons au miel.
Le logotype de la marque Orval représente une truite avec un anneau dans la bouche. Une légende censée expliquer le toponyme rapporte qu'en 1070, la comtesse Mathilde perdit un jour son anneau nuptial en s'approchant trop près d'une source jaillissante. Une truite apparut de la surface de l'eau et rendit l'anneau à la comtesse. Elle s'écria : « Voici l'anneau d'or que je cherchais ! Heureuse vallée qui me l'a rendue ! Désormais et pour toujours, je voudrais qu'on l'appelle Val d'or. ».

## Fabrication
Cette bière est brassée à partir de malt pâle et d'une faible proportion de malt caramélisé. Dans le moût froid est ajouté du sucre candi liquide. La première fermentation est faite avec des levures de type saccharomyces. Il est ensuite muri environ deux semaines dans des réservoirs de garde. Une deuxième sorte de levure est ensuite ajoutée (de type levure à fermentation spontanée) apportant la touche acide à la bière. C'est également à cette étape que sont ajoutés des houblons frais infusés (houblonnage à cru). Du sucre candi et des levures sont enfin ajoutés avant l'embouteillage afin de préparer la refermentation en bouteille.
Comme le mentionne l'étiquette, l'Orval est à consommer de préférence dans les 5 ans suivant sa date de fabrication à l'abri de la lumière et à une température comprises entre 12 et 14 °C. Elle peut néanmoins se bonifier plus longtemps en la laissant vieillir en cave. De par leur rareté, certaines bouteilles intactes brassées des années 1960 à 1990 se revendent à prix d'or sur des sites spécialisés[réf. nécessaire].

## Approche linguistique

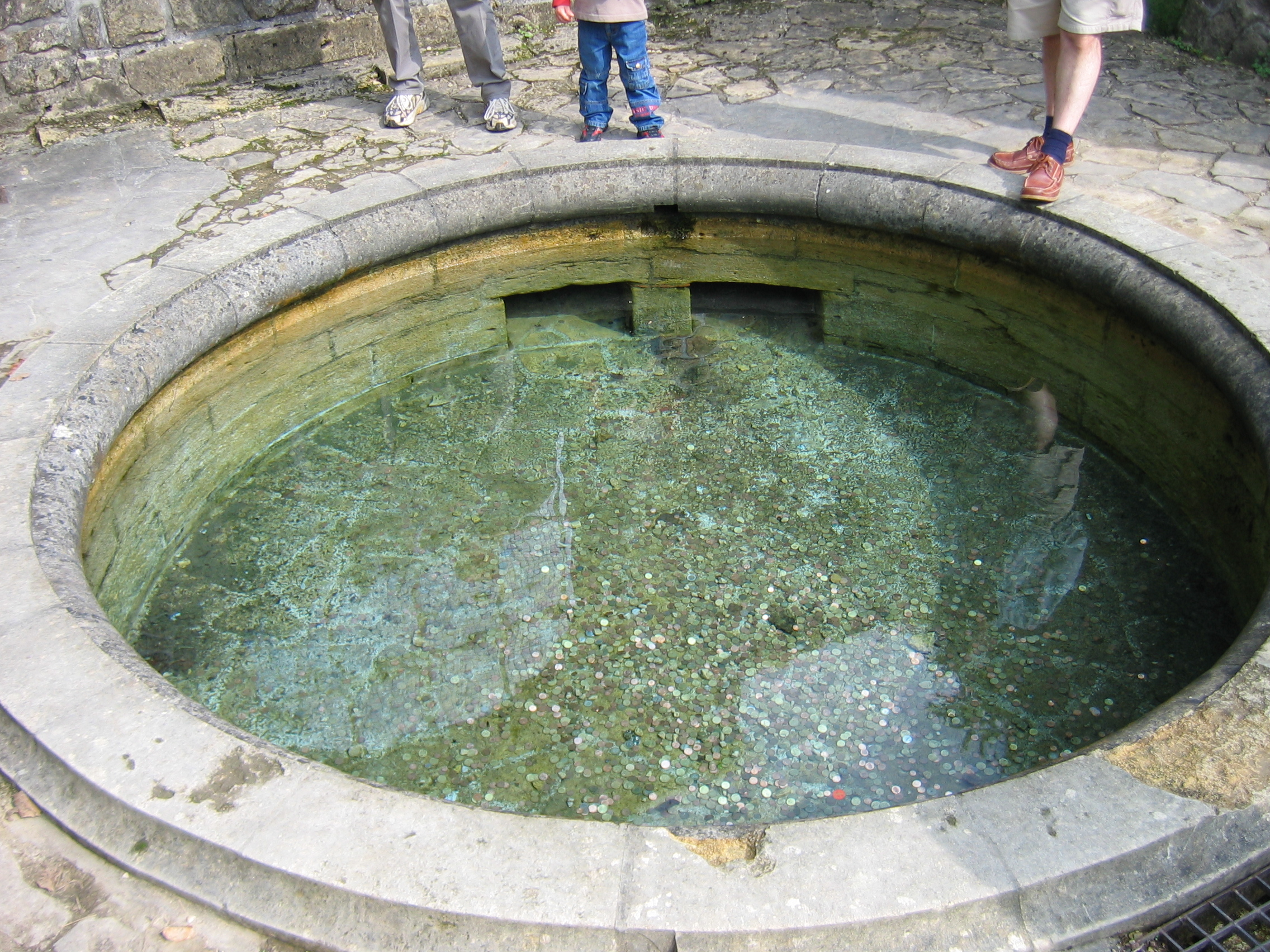
La fontaine d'où jaillit la source de la légende — c'est cette eau qui est utilisée pour le brassage.

En fait, Orval est un ensemble d'aporons offerts en débat à chaque fois qu'une bouteille (une quille) est décapsulée.
Ces problèmes sont :
- son genre : un Orval, comme on peut l'entendre dans la chanson Un p'tit Orval du groupe Cré tonnerre, ou une Orval par analogie au genre des autres boissons (un blanc pour un verre de vin blanc, une kriek pour une bière kriek, etc.). Les fabricants l'utilisent au masculin "Servir un Orval est tout un art."[3]. Bien que « une Orval » soit la contraction correcte de « une bière Orval » ou encore « une bière de marque Orval », l'usage gaumais veut que l'on dise « un Orval ». Le fait est signalé dans le Dictionnaire des belgicismes (2e édition de 2010) : « Orval est féminin dans la majeure partie de la Belgique francophone, mais est un nom masculin dans sa région de production. »[4] ;
- sa qualité nominale : est-ce un nom propre (donc Orval avec majuscule) ou un nom commun (donc orval sans majuscule) ? Selon Maurice Grevisse, dans son Bon Usage[5], un nom propre désignant un lieu (Orval est le nom d'une abbaye) devient nom commun lorsqu'il est donné à une production typique locale.

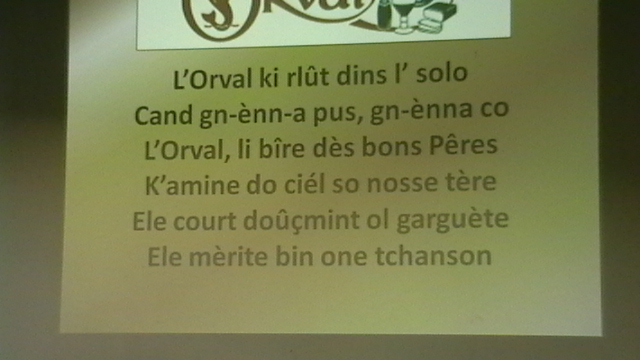
L'Orval mérite bien une chanson (chant en wallon).

- son pluriel, des Orvals ou des Orvaux voire des Orvaulx. Le terme Orvaux (ou Orvaulx, comme la confrérie du même nom, les Sossons d'Orvaulx[6]) est en fait le terme en patois gaumais, au singulier comme au pluriel. Toutefois, le fait d’être un nom propre pourrait résoudre la question du pluriel, du fait que les noms propres sont invariables donc des Orval, mais c’est sans compter avec l’esprit gaumais dans toutes ses couleurs, toute sa splendeur et toute son ardeur[7].

L’Officiel du jeu Scrabble note le mot comme nom commun (selon la logique de Grevisse) puisque le jeu n’accepte pas les noms propres, masculin ou féminin soit un orval ou une orval, avec le pluriel suivant : des orvals.

## Autour de l'Orval
- La confrérie des Sossons d'Orvaulx a pour but, entre autres, de faire revivre les traditions, us, coutumes et dialectes de la région d'Orval.